# Marie-Anne Tardieu
Pour les articles homonymes, voir Tardieu (patronyme).
Marie-Anne Tardieu, née Hortemels en 1682 à Paris où elle est morte le 24 mars 1727, est une graveuse française.
Elle épousa Nicolas-Henri Tardieu le 20 octobre 1712. On a d’elle quelques bonnes gravures, entre autres le Portrait du cardinal de Bissy, le Portrait du cardinal de Rohan et le Portrait du Régent.

### Sources
- Notice sur Marie-Anne Tardieu, Archives de l’art français, documents, t. IV, p. 52-53.